# Ботан и супербаба
«Ботан и супербаба» — российский комедийный фантастический фильм Дмитрия Меняйло. Вышел в прокат 12 мая 2022 года.

## Сюжет
Учёный-ботаник Ваня из «Сколково», которого в школе все называли Калом (сокращённо от фамилии Калинин) для встречи выпускников крадёт боевого робота андроида «Опричник 112» из научного центра и приделывает к его кибер-телу женскую грудь и лицо первой красавицы школы Лины Истоминой, уехавшей на ПМЖ в США. Кал удачно выдаёт андроида за свою жену, однако в ней просыпаются боевые навыки. В результате странная парочка пускается в бега. Боевой андроид-супер-женщина смело сражается с полицией, преступниками и даже изменниками из спецслужб, которые хотят продать ценную разработку за рубеж. При этом парочка попадает в комические ситуации, а андроид постоянно шутит, выуживая шутки из «телеги» (телеграм-каналов). В итоге Кал хочет сдаться полиции, чтобы не быть обвинённым в краже ценного оборудования, которое «стоит дороже космического корабля». По счастливой случайности оказывается, что «кража» Кала предотвратила гораздо более серьёзную утечку секретных данных за рубеж.

## В ролях
- София Каштанова — Лина
- Роман Попов — Ваня
- Андрей Астраханцев — Павел Юрьевич
- Сергей Чудаков — папа Вани
- Юлия Костомарова — мама Вани
- Денис Васильев — Нестеров
- Ирина Цветкова — классуха
- Тамара Адамова — Дарья Карасёва
- Ирина Рудоминская — Марина
- Ксения Худоба — Юля
- Екатерина Берлинская — Катя
- Александр Соколовский — Олег
- Филипп Горенштейн — Саша
- Радмил Хайрутдинов — Бычок
- Денис Денисов — Игорь
- Леонид Паршин — Лёха

## Критика
Фильм занял третью строчку в прокате, но со значительным отрывом от лидеров — на новинку пришлось только 14 % от совокупной кассы всех фильмов, попавших в топ-10, в кинотеатры лента сумела привлечь 56 тыс. зрителей, и по мнению критиков вышел слабым:

Картина — нечто среднее между «Электроником» для взрослых и «Терминатором» для бедных. Но ближайшим аналогом можно назвать позднеперестроечную комедию «Действуй, Маня!» с Юлией Меньшовой. Наверное, «Супербаба» понравится старым фанатам этой ленты и любителям российских молодёжных комедий категории «Б» (если таковые существуют).— Борис Гришин, Кино Mail.ru

В фильме приняли участие звезды второй величины из «Полицейского с Рублевки» София Каштанова и Роман Попов, но до уровня этого самого «Полицейского с Рублевки» они сами комедию вытянуть не смогли. Для сравнения, обе части «Новогоднего беспредела» выходили в России в широкий прокат, собирая свыше 1 млрд рублей каждая.— Денис Ступников, InterMedia